# 遲來的報復
《破鏡謀殺案》（英語：The Mirror Crack'd from Side to Side），於1962年發行的英國推理小說，作者為阿嘉莎·克莉絲蒂。

## 情节
简·马普尔在圣玛丽米德摔倒，得到了希瑟·巴德科克的帮助。希瑟告诉马普尔小姐美国女演员玛丽娜·格雷格的故事，后者最近搬到附近，从马普尔小姐的朋友班特里夫人手中买下了戈辛顿庄园。玛丽娜与现任丈夫、电影制片人贾森·拉德举办了一场慈善活动，嘉宾包括班特里夫人、女演员罗拉·布鲁斯特、玛丽娜的朋友阿德威克·芬恩，以及巴德科克夫妇。希瑟·巴德科克讲述了多年前在百慕大见到玛丽娜的往事。那时希瑟抱病在身，但作为玛丽娜的忠实粉丝，她强行去见玛丽娜并得到她的亲笔签名。玛丽娜的脸上出现了一种奇怪的表情。不久，希瑟喝下一杯酒后猝死。班特里夫人用丁尼生《夏洛特夫人》中的诗句（这首诗的女主人公受到了诅咒）来描述玛丽娜脸上的表情。
督察德莫特·克拉多克对死因进行了调查，发现巴德科克夫人在服用了六倍于推荐剂量的镇静剂卡蒙。这种药物混在一杯代基里酒中，最初是玛丽娜的，在希瑟弄洒自己的饮料后，玛丽娜把自己的杯子给了巴德科克夫人。克拉多克深入研究了玛丽娜·格雷格的过去。她收养了三个孩子，然后生下了一个智障儿子，精神崩溃。其中一位养女玛戈特·本斯在宴会当天在戈辛顿大厅。尽管她憎恨养母，但她否认将药物放入玛丽娜的饮料中。在调查进行期间，又有两人丧生：拉德的秘书埃拉·杰林斯基死于用于治疗花粉热的有毒雾化器；玛丽娜的管家朱塞佩在伦敦度过了一天并将500英镑存入银行账户后，当晚被枪杀。阿德威克告诉克拉多克，杰林斯基曾打了一个威胁电话指控他杀害了巴德科克夫人。
马普尔小姐的清洁工说，她的朋友、女仆格拉迪斯认为玛丽娜故意洒了巴德科克夫人的饮料，并且在朱塞佩死前准备见他。马普尔小姐送格拉迪斯去伯恩茅斯度假，然后前往戈辛顿庄园，发现玛丽娜因服药过量而在睡梦中死去。谜底终于揭开，其实玛丽娜就是凶手。巴德科克夫人当时患上了麻疹，传染了玛丽娜，这导致她的孩子出生时残疾。玛丽娜看着希瑟·巴德科克身后墙上的照片，终于意识到真相。她情绪激动，将卡蒙放入她自己的代基里酒中，碰翻巴德考克夫人的饮料，然后给了希瑟下药鸡尾酒。为了掩盖罪行，玛丽娜试图说服所有人她是谋杀未遂的目标，并杀杰林斯基和朱塞佩灭口。马普尔小姐把格拉迪斯送走是为了保护她。深爱妻子的贾森给玛丽娜过量服药，终结了她痛苦的人生。

## 改編作品

### 電影
- The Mirror Crack'd（1980年）
- Shubho Mahurat（2003年）

### 电视剧

#### 英國電視劇
- 英國BBC《Miss Maple》 第12集（1987年）
- 英國獨立電視台《瑪波小姐探案》第5季第4集（2011年）

#### 日本電視劇（2007年）
2007年1月9日，NTV曾於「火曜ドラマゴールド」時段來以《大女優殺人事件》為標題播出劇集，由岸惠子主演。

#### 日本電視劇（2018年）
2018年3月25日，朝日電視台把作品改篇成電視劇，以《阿嘉莎姬絲蒂二夜連續SP大女優殺人事件～破鏡謀殺案～」為題播出。主演為澤村一樹 。

##### 登場角色（2018年）

###### 警視廳搜查一課・特別搜查係
| 角色       | 演員       | 粵語配音 | 介紹                               |
| 相國寺龍也 | 澤村一樹   | 雷霆     | 警部，警視廳搜查一課・特別搜查係。 |
| 多多良伴平 | 荒川良良   | 陳卓智   | 由八丈島東分署調職而來。           |
| 岬笛子     | 水澤惠麗奈 | 黃昕瑜   | 相國寺龍也的部下。                 |

###### 「神之館」派對參加者
| 角色       | 演員       | 粵語配音 | 介紹                                 |
| 朝風沙霧   | 財前直見   | 袁淑珍   | 女演員，綵圓香的競爭對手。           |
| 谷口小雨   | 川口春奈   | 陳皓宜   | 報導攝影師。                         |
| 神小路凛   | 平岩紙     | 曾秀清   | 神之館前業主，第一位受害者。         |
| 松田松蟲   | 磯村勇斗   | 林筠翔   | 導演跟班。                           |
| 朱田締子   | 西尾まり   | 黃玉娟   | 導演秘書，第二位受害者。             |
| 院殿壽郎   | 長谷川朝晴 | 蕭徽勇   | 神之館館家，第三位受害者。           |
| 間場壯介   | 粟島瑞丸   |          | 每朝運動記者。                       |
| 荒卷勘輔   | 片桐龍次   | 陳永信   | 圓香主診醫生。                       |
| 段原平臣   | 津川雅彥   | 張炳強   | 藝能PRODUCTION社長，朝風沙霧的丈夫。 |
| 神小路公記 | 中原丈雄   | 盧國權   | CEO，神之館前業主。                  |
| 海堂粲     | 古谷一行   | 譚炳文   | 導演，綵圓香的丈夫。                 |
| 綵圓香     | 黑木瞳     | 許盈     | 女演員。                             |

###### 南調布警察局
| 角色       | 演員       | 粵語配音 | 介紹                         |
| 城森貢     | 豬野學     | 陳欣     | 南調布署刑警。               |
| 德丸家忠   | 鼓太郎     | 葉振聲   | 南調布署刑警。               |
| 飯崎敏八   | 永倉大輔   | 李錦綸   | 鑑識人員。                   |
| 堀部安治   | 中薗光博   |          | 南調布署刑警。               |
| 輕鴨兵庫   | 八嶋智人   | 招世亮   | 南調布署刑警（階級為警部）。 |
| 明智才子   | 村井麻友美 | 陳琴雲   | 南調布署刑警。               |
| 八十島鐵男 | 深月信之介 |          | 南調布署刑警。               |

###### 其他角色
| 角色     | 演員     | 粵語配音 | 介紹             |
| 熊谷丈吉 | 相島一之 | 馮錦堂   | 「神之館」園丁。 |
| 花景日向 | 福田成美 |          | 新聞報導員。     |
| 佐佐木   | 真田幹也 |          | 電影職員。       |

##### 幕後人員（2018年）
- 原作 - 阿嘉莎·克莉絲蒂《遲來的報復》
- 劇本 - 長坂秀佳
- 導演 - 和泉聖治
- 音樂 - 吉川清之
- 製作人 - 五十嵐文郎 （朝日電視台）、內山聖子（朝日電視台）、藤本一彦（朝日電視台）、山形亮介（角川大映スタジオ）
- 製作 - 朝日電視台

## 外部連結
- 破鏡謀殺案 （页面存档备份，存于） 朝日電視台